# Anomoeotes leucolena
Anomoeotes leucolena là một loài bướm đêm thuộc họ Anomoeotidae. Loài này có ở Angola, Cameroon, Guinea Xích Đạo, Gabon và Sierra Leone.